# Peter Solan
Pour l’article homonyme, voir Solan.
Peter Solan, né le 25 avril 1929 à Banská Bystrica et mort le 21 septembre 2013 à Bratislava, est un réalisateur et documentariste tchécoslovaque puis slovaque.
Il est considéré comme faisant partie du mouvement tchécoslovaque de la Nouvelle Vague.

## Biographie
Diplômé de l'Académie du film de Prague en 1953, Peter Solan a reçu le prix Igric pour l'ensemble de sa carrière en 1994. En 2004, il a également reçu un prix du gouvernement slovaque pour sa contribution au cinéma slovaque.

## Filmographie
- 1953 : Vianočný dar (film de fin d'études)
- 1956 : Muž, ktorý klope
- 1956 : Čert nespí
- 1959 : Muž, ktorý sa nevrátil
- 1962 : Boxer a smrť (cs)
- 1963 : Tvár v okne
- 1964 : Prípad Barnabáš Kos (en)
- 1965 : Kým sa skončí táto noc (sk)
- 1967 : Sedem svedkov (téléfilm)
- 1968 : Špinavé ruky (téléfilm)
- 1968 : Dialogue 20-40-60 (Dialóg 20-40-60), coréalisé avec Jerzy Skolimowski et Zbyněk Brynych
- 1968 : Burza
- 1968 : A sekať dobrotu...
- 1970 : Pán si neželal nič
- 1971 : Slávny pes (téléfilm)
- 1971 : Den výročia (téléfilm)
- 1976 : Všetko má svoj čas
- 1978 : Balkón plný plienok
- 1978 : Architekt Dušan Kuzma
- 1979 : Majka tárajka (téléfilm)
- 1979 : A pobežím až na kraj sveta
- 1980 : Záhrada plná plienok (téléfilm)
- 1982 : Tušenie
- 1984 : O sláve a tráve